# 施纳肯贝克
施纳肯贝克是德国石勒苏益格－荷尔斯泰因州的一个市镇。总面积13.02平方公里，总人口904人，其中男性441人，女性463人（2021年），人口密度69.43人/平方公里。
施纳肯贝克位于易北河畔，坐落在葱郁的林地之中，地理位置十分优越。这里迷人的风景是远足、骑脚车或划船等户外活动的理想场所。六月至八月的夏季尤为壮观。